# Acrotylus apicalis
Acrotylus apicalis är en insektsart som beskrevs av Bolívar, I. 1908. Acrotylus apicalis ingår i släktet Acrotylus och familjen gräshoppor. Inga underarter finns listade i Catalogue of Life.